# Tiburtio Massaini
Tiburtio Massaini (ook: Massaino en Tiburzio, alsook Tiburtius) (Cremona, voor 1550 – Piacenza of Lodi, ca. 1609) was een Italiaans componist en kapelmeester.

## Levensloop
Massaini werd door tijdgenoten beschouwd als een van de voornaamste componisten en muzikanten in Noord-Italië. Als augustijner monnik werkte hij in Piacenza en werd hij in 1571 kapelmeester aan Santa Maria del Popolo in Rome. Bekend is verder dat hij in 1578 in Modena gewerkt heeft en van daaruit in 1587 naar Salò vertrok. Van 1589 tot 1590 was hij werkzaam voor het hof van aartshertog Ferdinand II in Innsbruck. In 1590 werd hij in Praag als kapelmeester aangesteld en werd daar bekend met Philippus de Monte. Rond de jaarwisseling van 1590 tot 1591 werd hij door de aartsbisschop Wolf Dietrich von Raitenau naar Salzburg gehaald en tot kapelmeester benoemd. Hier kreeg hij de opdracht een hofkapel op te richten en haalde de beste muzikanten van de voormalige hofkapel van Innsbruck naar Salzburg. Hij verliet Salzburg in 1594 en was in Cremona en opnieuw in Piacenza en Lodi tot 1608 werkzaam. Om 1609 was hij wederom in Rome en later nog in Piacenza bezig.

## Composities

### Missen en andere kerkmuziek
- 1576 en 1588 Concentus in universos psalmos … in vesperis omnium festorum per totum annum frequentatos, cum 3 Magnificat
- 1576 Motectorum ... liber primus - Nunc primum in lucem aeditus
- 1578 Missae liber primus: Missa "Rorate coeli", Missa "Nuncium vobis", Missa "Omnes gentes"
- 1580 Sacri cantus quinque paribus liber secundus
- 1587 Psalmi omnes ad vesperas per totum annum decantandi, una cum Magnificat
  1. In exitu Israel
  2. Domine probasti me
  3. Memento Domine David
  4. Dixit Dominus
  5. Confitebor
  6. Beatus vir
  7. Laudate pueri
  8. Laudate Dominum
  9. Laetatus sum
- 1587 Secundus liber missarum
- 1590 Motectorum ... liber tertius
- 1592[1] Liber primus cantionum ecclesiasticarum
- 1592 Sacrae cantiones ... liber primus
- 1592 Sacri modulorum concentus
- 1595 Primus liber missarum
- 1596 Sacrae cantiones … liber secundus
- 1598 Tertius liber missarum
- 1599 Motectorum liber quartus
- 1599 Musica super Threnos Ieremiae prophete in maiori hebdomada decantandas
- 1599-1600 Missarum octonis vocibus liber primus
- 1601 Sacrae cantiones … liber tertius
- 1606 Sacri modulorum concentus, op. 31
- 1607/1619 Musica per cantare con l'organo, op. 32
- 1607 Sacrarum cantionum septem vocibus liber primus,  op. 33
- 1609 Quaerimoniae cum responsoriis infra hebdomadam sanctam concinendae, et passiones pro Dominica Palmarum, & feria sexta
- 2 Missen
- 3 Magnificat, waaronder
  1. Magnificat 1. Toni: â. 6 voor zesstemmig gemengd koor (SSATTB) (1600)
- 21 Motetten, waaronder
  1. Ave Maria mente serena voor sopraan, alt, tenor, bas en violen
  2. Exsultate Deo (1598) voor 2 sopranen, alt, 2 tenoren, bas, violen en basso continuo - afgedrukt in Sacrae symphoniae, diversorum excellentissimorum authorum
  3. O Antoni pater voor dubbelkoor
  4. Ponis nubem ascensum tuum voor 3 sopranen, mezzosopraan en alt
  5. Tulerunt Dominum meum in d mineur (1613) voor 2 sopranen, 2 alt, 2 tenoren, 2 bassen
- 20 andere vocale kerkmuziekstukken, waaronder
  1. Hymnum cantate nobis voor dubbelkoor

### Wereldlijke werken
- 1569 Il primo libro de madrigali
- 1571 Il primo libro de madrigali
- 1571 Il secondo libro de madrigali a quarti voci
- 1578 Il secondo libro de madrigali a cinque voci
- 1579 Trionfo di musica ... libro primo
- 1587 Il terzo libro de madrigali
- 1594 Il quarto libro de madrigali
- 1604 Madrigali ... libro primo
- 1604 Il secondo libro de madrigali

### Instrumentale werken
- 3 canzonas[2]
- 3 canzonas
- 4 madrigals bewerkt voor luit

### Werken voor orgel
- Cantantibus organis